# ベルリン-ワルシャワエクスプレス
ベルリン-ワルシャワエクスプレス（Berlin-Warszawa-Express）とは、ドイツの首都ベルリンとポーランドの首都ワルシャワを結ぶ、ドイツ鉄道とポーランド国鉄が共同運行するユーロシティ（EC）列車である。

## 概要
2002年、ドイツ鉄道とポーランド国鉄が共同で運行を開始した。列車は毎日4往復運行され、ベルリンからフランクフルト・アン・デア・オーダーを経由してワルシャワとの間を結んでいる。そのうち3往復はジェピン～ポズナン間でシフィエボジンを経由し、1往復はズボンシネクを経由する。ベルリン～ワルシャワ間の運行時間は5時間44分であったが、2011年12月のダイヤ改正後は5時間24分に短縮された。ドイツとポーランドの国境駅は、フランクフルト・アン・デア・オーダーとスウビツェの間にあるフランクフルト・オーダー橋駅で、オーダー川（オーデル川）沿いに位置している。

## 歴史
ベルリン-ワルシャワエクスプレスの名称は、2002年にドイツからポーランド国鉄3号線に直通するユーロシティ列車に対して使用されるようになったのが初出である。ベルリン-ワルシャワエクスプレスの名称は4往復の列車に用いられたが、そのうちEC48/49列車ポズナニア号はワルシャワが起終点ではなく、ポズナン止まりのままであった。
| 列車番号 | 原名称                  | 運行時期       | 備考               |
| -------- | ----------------------- | -------------- | ------------------ |
| 40/41    | ヴァルソヴィア Varsovia | 1993–          |                    |
| 42/43    | ベロリナ Berolina       | 1991–          |                    |
| 44/45    | パデレフスキ Paderewski | 1998–          |                    |
| 46/47    |                         | 2002–          |                    |
| 48/49    | ポズナニア Posnania     | 1998–2004 2008 | ベルリン～ポズナン |

2002年12月から2003年12月のダイヤでは、ベルリン-ワルシャワエクスプレスの運行時間に若干の変化が生じた。翌2004年12月、ベルリン～ポズナン間で運行されていたポズナニア号が運休となったが、2007年12月のダイヤ改正で一時的に復活した。2006年より、ベルリン-ワルシャワエクスプレスのベルリン側始発駅が従来のベルリン動物園駅から、新しく建設されたベルリン中央駅に変更となり、ベルリン動物園駅は通過となった。
2010年12月のダイヤ改正で、ベルリン-ワルシャワエクスプレスは1日3往復から4往復に増発された。また機関車もES64U4型電気機関車（「軽騎兵」機関車）が全区間を担当することになった。そのため、途中駅での機関車交換がなくなり、ベルリン～ワルシャワ間の運行時間は10分短縮された。

### 時刻表
（2015年11月）現在の運行時刻表を以下に示す。なお、フランクフルト・オーダー橋駅は乗務員の交代に伴う運転停車のみで、客扱いはない。
| 東行 （ワルシャワ行き） | 東行 （ワルシャワ行き） | 東行 （ワルシャワ行き） | 東行 （ワルシャワ行き） | 東行 （ワルシャワ行き） | 停車駅                               | 西行 （ベルリン行き） | 西行 （ベルリン行き） | 西行 （ベルリン行き） | 西行 （ベルリン行き） | 西行 （ベルリン行き） |
| 運行距離                | 41                      | 43                      | 45                      | 47                      | 停車駅                               | 46                    | 44                    | 42                    | 40                    | 運行距離              |
| ----------------------- | ----------------------- | ----------------------- | ----------------------- | ----------------------- | ------------------------------------ | --------------------- | --------------------- | --------------------- | --------------------- | --------------------- |
| 0                       | 06:37                   | 09:37                   | 13:37                   | 17:37                   | ベルリン中央                         | 11:16                 | 15:16                 | 20:16                 | 23:20                 | 575                   |
| 5                       | 06:50                   | 09:50                   | 13:50                   | 17:50                   | ベルリン東                           | 11:09                 | 15:09                 | 20:09                 | 23:13                 | 570                   |
| 85                      | 07:45                   | 10:45                   | 14:45                   | 18:45                   | フランクフルト・アン・デア・オーダー | 10:15                 | 14:15                 | 19:15                 | 22:15                 | 490                   |
| 88                      | 07:54                   | 10:54                   | 14:54                   | 18:54                   | フランクフルト・オーダー橋           | 10:07                 | 14:07                 | 19:07                 | 22:07                 | 487                   |
| 108                     | 08:08                   | 10:08                   | 15:08                   | 19:08                   | ジェピン                             | 09:51                 | 13:51                 | 18:51                 | 21:51                 | 467                   |
| 161                     | 08:35                   | 11:35                   | 15:33                   | 19:33                   | シフィエボジン                       | 09:23                 | 13:23                 | 18:23                 | 21:23                 | 414                   |
| 183                     | 08:49                   | 11:44                   | 15:46                   | 19:46                   | ズボンシネク                         | 09:09                 | 13:09                 | 18:09                 | 21:09                 | 392                   |
| 264                     | 09:33                   | 12:30                   | 16:30                   | 20:30                   | ポズナン中央                         | 08:28                 | 12:28                 | 17:28                 | 20:28                 | 311                   |
| 364                     | 10:24                   | 13:19                   | 17:19                   | 21:19                   | コニン                               | 07:40                 | 11:40                 | 16:40                 | 19:40                 | 211                   |
| 443                     | 11:06                   | 14:00                   | 18:00                   | 22:00                   | クトノ                               | 07:01                 | 11:02                 | 16:01                 | 19:01                 | 132                   |
| 566                     | 12:10                   | 15:00                   | 19:00                   | 23:00                   | ワルシャワ西                         | 06:00                 | 10:00                 | 15:00                 | 18:00                 | 9                     |
| 570                     | 12:20                   | 15:10                   | 19:10                   | 23:10                   | ワルシャワ中央                       | 05:55                 | 09:55                 | 14:55                 | 17:55                 | 5                     |
| 575                     | 12:28                   | 15:18                   | 19:18                   | 23:18                   | ワルシャワ東                         | 05:42                 | 09:42                 | 14:42                 | 17:42                 | 0                     |

## 車輛運用

### 現行車輛

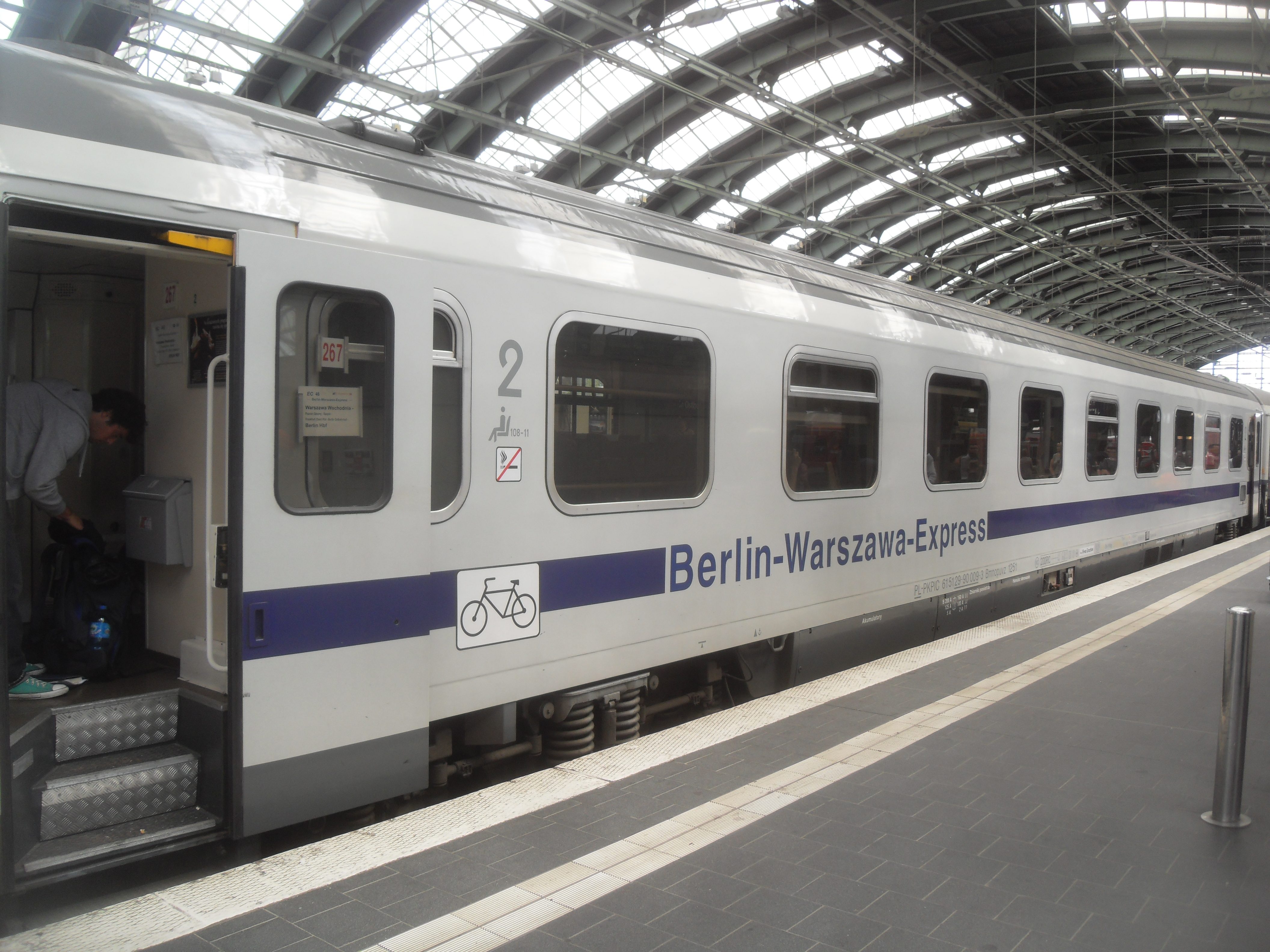
ベルリン-ワルシャワエクスプレスで使用される2等車輛

ベルリン-ワルシャワエクスプレスで使用される客車は、ドイツ鉄道とポーランド国鉄の混成編成である。6編成在籍し、そのうち1日に使用されるのは4編成で、残りの2編成は双方の車庫で予備車として待機する。
1等コンパートメント車として使用されているAvmz108.5型客車はドイツ鉄道の長距離列車で広く用いられているが、一般的なAvmz108型客車と異なり、ベルリン-ワルシャワエクスプレスで使用されている1等コンパートメント車には大規模な改造が施されている。Avmz108型客車は元々インターレギオ列車で使用されていたが、インターレギオ列車ではイートインスペースとして使用されていた1組のコンパートメントを、常設の椅子及びテーブルに改装している。食堂車、1等コンパートメント車及び1等開放座席車の合造車（ARkimbz266.9型）の所属はドイツ鉄道であるが、ポーランドの食堂車運営会社であるWARSが管理を請け負っている。
ベルリン-ワルシャワエクスプレスで使用される客車には専用の塗装が施され、車体には白を基調に窓の下に藍色のラインが引かれ、ライン上に「Berlin-Warszawa-Express」の標記がある。この特殊な塗装はベルリン-ワルシャワエクスプレスの商標として登録されている。
| 運行区間   | ベルリン中央 ↔ ワルシャワ東 | ベルリン中央 ↔ ワルシャワ東     | ベルリン中央 ↔ ワルシャワ東     | ベルリン中央 ↔ ワルシャワ東     | ベルリン中央 ↔ ワルシャワ東                                      | ベルリン中央 ↔ ワルシャワ東          |
| 号車番号   | 267                         | 268                             | 269                             | 270                             | 271                                                              | 272                                  |
| 車輛の種類 | Bpmdz型 2等車 開放座席車    | Bvmb型 2等車 コンパートメント車 | Bvmz型 2等車 コンパートメント車 | Bvmz型 2等車 コンパートメント車 | ARkimbz266.9型 食堂車/1等車合造車 開放座席コンパートメント合造車 | Avmz108.5型 1等車 コンパートメント車 |
| 車輛の所属 | ポーランド国鉄              | ポーランド国鉄                  | ポーランド国鉄                  | ポーランド国鉄                  | ドイツ鉄道                                                       | ドイツ鉄道                           |

### かつて使用されていた車輛

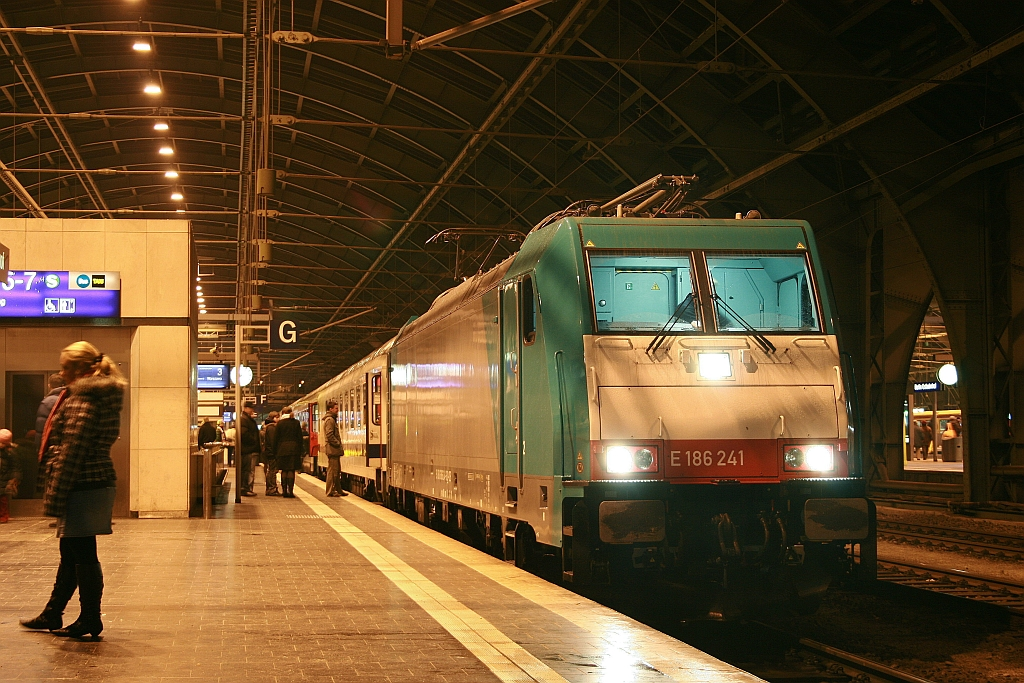
186型電気機関車が牽引するEC47列車。ベルリン東駅にて撮影

ベルリン-ワルシャワエクスプレスで最初に使用されていた機関車は、複数の電圧に対応している東ドイツ国鉄230形電気機関車で、このほかにチェコ国鉄371型電気機関車やドイツ鉄道186形電気機関車が用いられた。デッドセクションのあるフランクフルト・アン・デア・オーダーでは、ドイツ鉄道232/234形ディーゼル機関車が用いられ、同時に電源供電用の客車1輛とドイツ鉄道115形電気機関車が連結された。
ベルリン-ワルシャワエクスプレスの1等車は、運行開始当初はAvmz111.5型コンパートメント車が使用されていた。一時期、ドイツ鉄道の観光用客車であるApmz857.5型1等開放座席車に一旦置き換えられたが、車輛の老朽化にともない再びAvmz111.5型コンパートメント車に戻された。その後、ドイツの長距離列車で広く採用されているApmz857.5型が塗装変更の上導入された。
食堂車は、運行開始当初はドイツ鉄道所属のARmz211.1型食堂車が6輛導入されたが、老朽化にともないARkimbz266.9型に置き換えられた。

## 切符
ベルリン-ワルシャワエクスプレスの座席は予約が必要である。2009年6月13日以前はグローバルプライス（Globalpreis）が採用されていたが、2009年6月13日以降ドイツ鉄道は、ポーランド-ヨーロッパ特別価格（Europa-Spezial Polen）を採用し、グローバルプライスは廃止された。しかしポーランド国鉄を含むヨーロッパの鉄道事業者は、依然として従来の料金体系を使用しており、またドイツ鉄道もバーンカード（BahnCard）及びレールプラスカード（RailPlusCard）による割引運賃は廃止しなかった。なお、他のドイツ鉄道の国際列車と異なり、ベルリン-ワルシャワエクスプレスの切符は90日前から予約できる。

## 自転車の持ち込み
2006年12月10日のダイヤ改正より、ベルリン-ワルシャワエクスプレスに自転車を持ち込むことが可能となった。これはポーランド車輛の267号車を改装して空間を設けたためで、1列車あたり8台分の停車スペースがある。なお、自転車の持ち込みは無料ではなく、1台あたり10ユーロの追加料金が必要で、事前の予約も必要である。

## 脚註
1. ↑  “DB und PKP Intercity bauen Zusammenarbeit aus（ドイツ語）”. pressrelations.   Deutsche Bahn AG (2010年3月19日). 2015年11月24日閲覧。
2. ↑  “Zugnamenverzeichnis 2014（ドイツ語）”. Datenbank Fernverkehr. 2015年11月24日閲覧。
3. ↑  “ベルリン - ワルシャワ エクスプレス- 主な路線：ベルリン～ポズナン～ワルシャワ レイルヨーロッパ【公式】”. RailEurope. 2015年11月24日閲覧。
4. ↑  “Warschau-Express nimmt Räder mit（ドイツ語）”. Berliner Zeitung (2006年12月11日). 2015年11月24日閲覧。